# Two Scrambled
Two Scrambled é um filme mudo em curta-metragem norte-americano de 1918, do gênero comédia, dirigido por Gilbert Pratt e estrelado por Harold Lloyd.

## Elenco

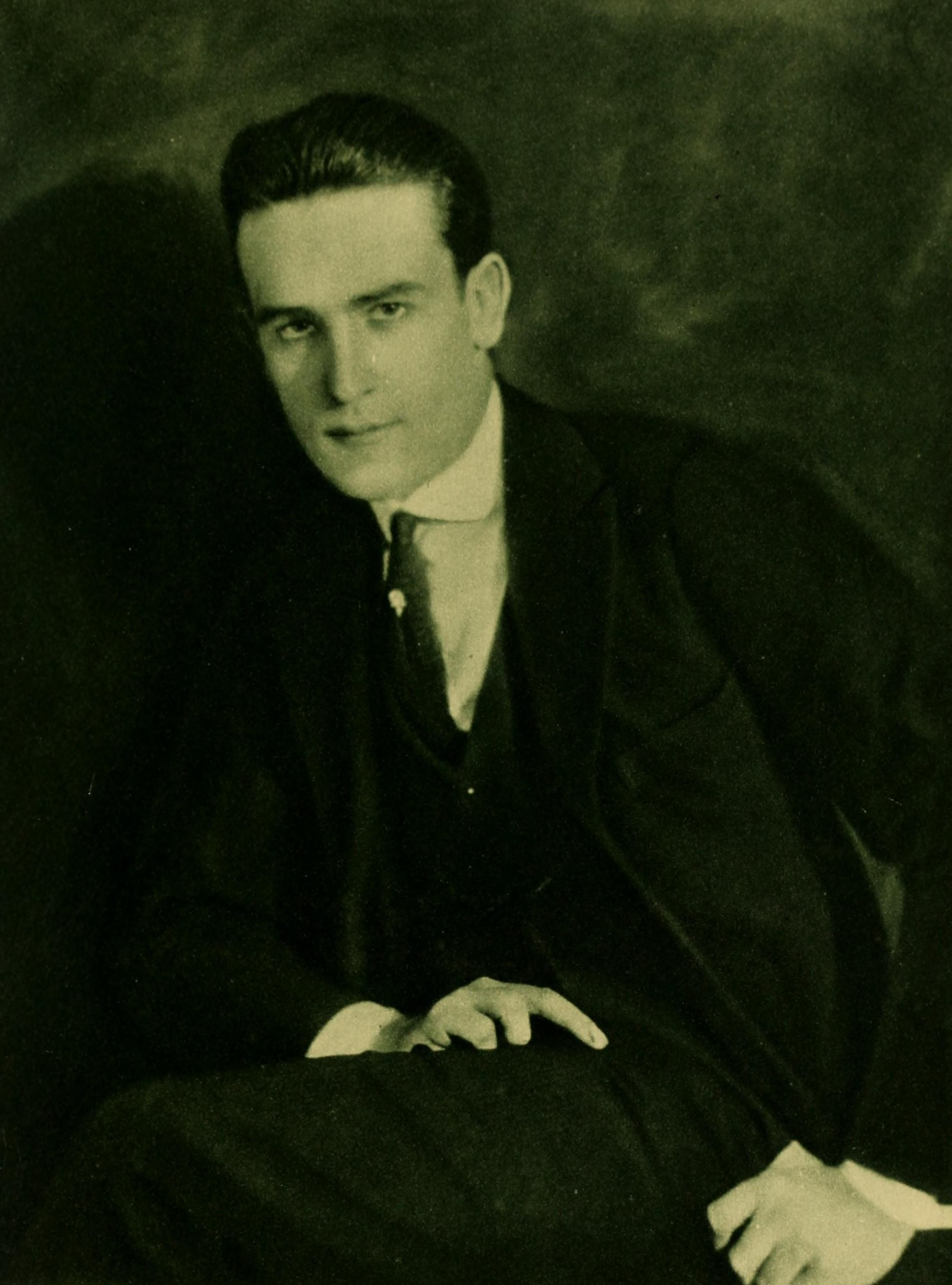
Harold Lloyd

- Harold Lloyd
- Snub Pollard
- Bebe Daniels
- William Gillespie
- Helen Gilmore
- Bud Jamison
- James Parrott
- Malcolm St. Clair
- Charles Stevenson
- Noah Young